# Газовий конденсат

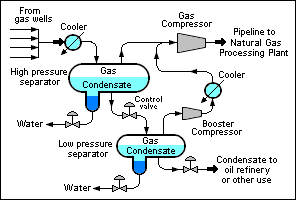
Схема сепарації газового конденсату.

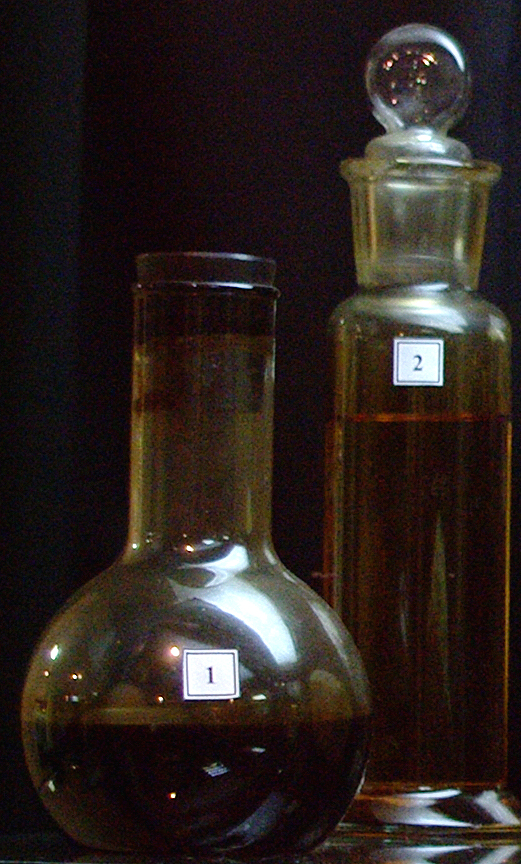
Нафта (1) і газовий конденсат (2)

Га́зовий конденса́т (рос. газовый конденсат, англ. gas condensate; Gaskondensat n, Erdgasflüssigkeit f) — суміш рідких вуглеводнів (С5Н12 і вищі), що виділяється з природних газів при експлуатації газоконденсатних покладів в результаті зниження температури і пластового тиску (нижче за тиск початку конденсації). Газовий конденсат використовується як паливо, а також для переробки в прямогінний бензин (з октановим числом менше 65), дизельне і пічне паливо.

## Загальна характеристика
Концентрація газового конденсату в пластових газах коливається від 5—10 до 500—1000 г/м3. Вміст конденсату в газі залежить від пластових термобаричних умов (чим вищий тиск і температура, тим більша кількість рідких вуглеводнів може бути розчинена в газі), від складу пластового газу (гомологи метану і СО2 сприяють розчиненню в газі бензиново-гасових компонентів і підвищенню вмісту газового конденсату), наявності газових облямівок і концентрації в них легких фракцій, умов міграції газоконденсатних сумішей під час формування покладів.
Фракційний і вуглеводневий склад газових конденсатів варіює в широкому діапазоні і залежить від умов залягання, відбору і часу експлуатації покладу. Газовий конденсат складається з бензинових (інтервал кипіння від 30—80 до 200 °C), гасових (200—300 °C) і, в меншій мірі, більш висококиплячих компонентів. Для більшості Газовий конденсат вихід бензинових фракцій становить 70—85 %.
Газовий конденсат з покладів, розміщених на значних глибинах, складається в основному з гасово-газойлевих фракцій. Найпоширеніші Газовий конденсат з переважанням метанових при значній частині нафтенових вуглеводнів (метано-нафтеновий тип). Рідко зустрічаються газові конденсати, які складаються головним чином з ароматичних (65 % на низькокиплячу фракцію) або нафтенових вуглеводнів (до 70–85 % на вказану фракцію). Густина конденсатів 660—840 кг/м3, вміст сірки — соті, рідше десяті частки %.
Розрізнюють сирий і стабільний газовий конденсат, з якого видалені розчинені гази (метанбутанова фракція). Газовий конденсат транспортується спеціальними продуктопроводами і після очищення використовується як цінна вторинна сировина газових родовищ (зокрема як дизельне паливо). Газові конденсати доставляються споживачу наливним транспортом (стабільний газовий конденсат) або з допомогою спеціальних конденсатопроводів під власним тиском (сирий газовий конденсат).
Газовий конденсат видобувають на газоконденсатних родовищах (ГКР) під час видобування вологого природного газу. Додатково нафтопродукт отримують з супутнього нафтового газу, який утворюється під час видобутку нафти, а також у невеликій кількості - з сухого природного газу і на установках комплексної підготовки газу (УКПГ).